# Liste der Monuments historiques in Neunkirchen-lès-Bouzonville
Die Liste der Monuments historiques in Neunkirchen-lès-Bouzonville führt die Monuments historiques in der französischen Gemeinde Neunkirchen-lès-Bouzonville auf.

## Liste der Objekte
| Bezeichnung                  | Beschreibung | Standort                      | Kennzeichnung | Schutzstatus | Datum | Bild |
| ---------------------------- | --- | ----------------------------- | ------------- | ------------ | ----- | ---- |
| Skulptur Madonna mit Kind    | mit Sockel; Eichenholz, farbig gefasst und vergoldet, 18. Jahrhundert                                             | in der Kirche Ste-Anne (Lage) | PM57000260    | Classé       | 1982  |      |
| Gemälde Unterweisung Mariens | Ölfarbe auf Leinwand, Holzrahmen, 18. Jahrhundert                                                                 | in der Kirche Ste-Anne (Lage) | PM57000259    | Classé       | 1982  |      |
| Marienaltar                  | linker Seitenaltar; Altartisch, Retabel und zwei Skulpturen; Eichenholz, farbig gefasst, 18. und 20. Jahrhundert  | in der Kirche Ste-Anne (Lage) | PM57000258    | Classé       | 1982  |      |
| Prozessionskreuz             | Eichenholz, farbig gefasst, um 1800                                                                               | in der Kirche Ste-Anne (Lage) | PM57000971    | Inscrit      | 1990  |      |
| Josephsaltar                 | rechter Seitenaltar; Altartisch, Retabel und drei Skulpturen; Eichenholz, farbig gefasst, 18. und 20. Jahrhundert | in der Kirche Ste-Anne (Lage) | PM57000257    | Classé       | 1982  |      |
| Skulptur Madonna             | Eichenholz, farbig gefasst, 17. Jahrhundert; wahrscheinlich aus einer Kreuzigungsgruppe                           | in der Kirche Ste-Anne (Lage) | PM57000969    | Inscrit      | 1990  |      |
| Kanzel                       | Holz, 18. Jahrhundert                                                                                             | in der Kirche Ste-Anne (Lage) | PM57000256    | Classé       | 1982  |      |
| Skulptur Johannes Zebedäus   | Eichenholz, farbig gefasst, 17. Jahrhundert; wahrscheinlich aus einer Kreuzigungsgruppe                           | in der Kirche Ste-Anne (Lage) | PM57000970    | Inscrit      | 1990  |      |